# Concílio de Cartago

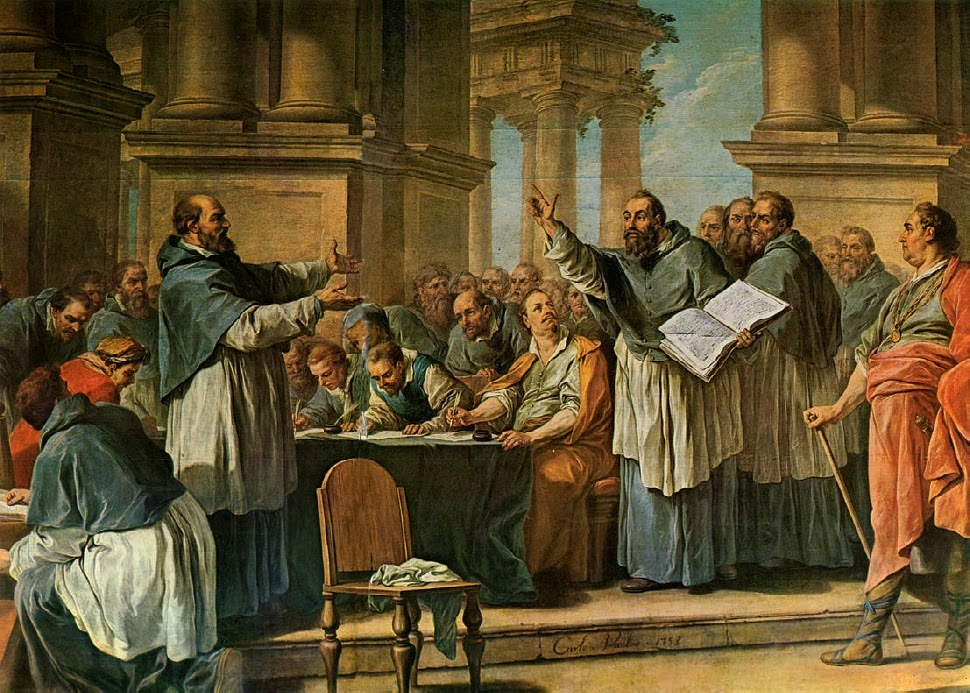
Agostinho de Hipona discutindo com os donatistas, por Charles-André van Loo.

Concílio de Cartago (ou Sínodo de Cartago) é uma denominação comum a vários concílios regionais e sínodos realizados na cidade de Cartago, no Norte da África, nos séculos III, IV e V.

## Concílio sobre o rebatismo dos heréticos (ca.218-222)
Realizado sob a presidência de Agripino de Cartago, setenta bispos se reuniram para discutir o batismo dos heréticos, ou seja, a necessidade de rebatizar todos os que tinham sido batizados por um herético:p. 111 e seguintes. As datas variam entre 205 e 222, sendo esta última a mais provável. Segundo Hipólito (Philos., IX.7) afirma que este costume iniciou com Calisto, o que confirma a data como sendo entre 218-222. 

## Concílios sobre oslapsi(251, 252, 254)
Em maio de 251, um sínodo, convocado sob a presidência de São Cipriano, para considerar o tratamento que seria dado aos lapsi. O concílio excomungou Felicíssimo (ordenado por Novaciano) e cinco outros bispos novacianos ("rigoristas") e também se determinou que os lapsi deveriam ser tratados não com severidade indiscriminada, mas de acordo com o grau de culpa individual. As decisões deste sínodo foram confirmadas por outro sínodo, realizado em Roma, no outono do mesmo ano. Cipriano escreveu uma obra como preparação deste concílio (De Lapsis).
Outros sínodos foram realizado em 252 e 254. para tratar do assunto, com 62 e 37 bispos presentes. Além da questão dos lapsi, trataram também do batismo dos recém-nascidos e de questões disciplinares. A decisão foi a de receber de volta os heréticos que demonstrassem algum sinal de arrependimento (. São Cipriano tratou em detalhes sobre estes sínodos em sua carta 54.

## Concílios sobre o rebatismo de heréticos (255, 256)
Dois sínodos, em 255 e 256, realizados também sob a presidência de Cipriano, se pronunciaram contra a validade do batismo realizado por heréticos, ou seja, a favor do rebatismo. O costume estava espalhado pela África (província romana) e pela Ásia Menor, apesar da forte oposição de Roma, onde o Papa Estevão I já tinha ameaçado com a excomunhão os bispos que o praticassem.
No primeiro, convocado para responder a um questionamento de bispos da Numídia sobre o assunto, foi novamente presidido por São Cipriano e contou com 21 bispos presentes. A septuagésima carta de Cipriano trata exclusivamente da resposta aos bispos e, portanto, do tema do concílio. A decisão foi novamente favorável ao rebatismo e contrária a Roma. A carta termina indicando o desejo de obter a aprovação de Estevão.
| “ | ...não é suficiente (parem est) postar as mãos nestes conversos ad accipiendum Spiritum sanctum se eles não receberem também o batismo da Igreja | ” |

Porém, o Papa ficou furioso, chegando a acusar São Cipriano de ser um "falso cristão", "mentiroso" e "falso apóstolo". Acredita-se que em resposta a este repúdio, um novo concílio foi convocado e confirmou novamente as decisões anteriores. Os atos deste concílio ainda existem e confirmar que os votos foram unânimes. Cipriano escreveu então para Firmiliano de Cesareia para contar o resultado, carta que ainda existe e está preservada sob o número 75.

## Cartago III (397)
O concílio de Cartago, chamado de terceiro por Denzinger em 28 de agosto de 397 publicou um cânon da Bíblia, citado como "Gênesis, Êxodo, Levítico, Números, Deuteronômio, Josué, Juízes, Rute, 4 livros de Reis, 2 livros de Crônicas, Jó, Salmos de Davi, 5 livros de Salomão, 12 livros de profetas, Isaías, Jeremias, Daniel, Ezequiel, Tobias, Judite, Ester, 2 livros de Esdras, 2 livros de Macabeus." No Novo Testamento, "4 Evangelhos, 1 livro de Atos dos Apóstolos, 13 cartas paulinas, 1 carta para os Hebreus, 2 de Pedro, 3 de João, 1 de Tiago, 1 de Judas e o Apocalipse de João".

## Concílios sobre o Donatismo (418, 419, 424)
Uma conferência realizada em Cartago, comandada pelo imperador Honório em 411. com o objetivo de terminar o cisma donatista. Ainda que não fosse estritamente um sínodo, foi uma das mais importantes assembleias da história da igreja africana. Foi presidida por Marcelino de Cartago, que julgou favoravelmente ao partido católico, o que levou a uma violenta perseguição aos donatistas:pg. 104-105.
Em maio de 418, um grande sínodo (Santo Agostinho o chama de "O" concílio da África), que se reuniu sob a presidência de Aurélio de Cartago para agir sobre os erros de Celéstio, um discípulo de Pelágio, acabou por denunciar as doutrinas pelagianas sobre a natureza humana, o pecado original, a graça e a perfeição. O concílio aprovou totalmente as visões de Agostinho. Acionados pela reinstalação pelo bispo de Roma de um padre africano deposto, o sínodo decidiu que quem quer que seja que apele à uma corte do outro lado do oceano (Roma) não poderá novamente ser recebido em comunhão por ninguém na África (cânone 17):pg. 116 e seguintes.
Dois sínodos, um em 419, o outro em 424, se reuniram sobre a questão dos apelos à Roma. O último endereçou uma carta ao bispo de Roma, Celestino, protestando contra a sua alegação de "segunda instância" e requisitando que ele chamasse de volta com urgência o seu legado na África e recomendando que ele não envie mais juízes para lá:pg. 120 e seguintes.

### Decisão sobre o cânon bíblico em 419
Este concílio também estabeleceu o mesmo cânon bíblico que será reconhecido futuramente no Concílio de Trento, hoje aplicado pela Igreja Católica Apostólica Romana, com referência aos dois livros de Esdras, que seriam os mesmos da Vulgata e que estavam outrora reunidos e já tinham sido divididos naquela época, conforme o testemunho de Santo Atanásio (296-373), na Epístola XXXIX,4.
| “ | Parece-nos bom que, fora das Escrituras canônicas, nada deva ser lido na Igreja sob o nome 'Divinas Escrituras'. E as Escrituras canônicas são as seguintes: Gênesis, Êxodo, Levítico, Números, Deuteronômio, Josué, Juízes, Rute, quatro Livros dos Reis [ I e II Samuel + I e II Reis ], dois livros dos Paralipômenos [ I Crônicas e II Crônicas ], Jó, Saltério de Davi, cinco livros de Salomão [ Provérbios, Eclesiastes, Cântico dos Cânticos, Sabedoria, Sirácida ], doze livros dos Profetas [ Oseias, Joel, Amós, Abdias, Jonas, Miqueias, Naum, Habacuque, Sofonias, Ageu, Zacarias, Malaquias ], Isaías, Jeremias, Daniel, Ezequiel, Tobias, Judite, Ester, dois livros de Esdras [ Esdras e Neemias ] e dois [livros] dos Macabeus [ I e II ]. E do Novo Testamento: quatro livros dos Evangelhos, um [livro de] Atos dos Apóstolos, treze epístolas de Paulo, uma do mesmo aos Hebreus, duas de Pedro, três de João, uma de Tiago, uma de Judas e o Apocalipse de João. Isto se fará saber também ao nosso santo irmão e sacerdote, Bonifácio, bispo da cidade de Roma, ou a outros bispos daquela região, para que este cânon seja confirmado, pois foi isto que recebemos dos Padres como lícito para ler na Igreja | ” |
|   | — Concílio de Cartago (419). |   |